# 中國驛站史
驛站在中国的沿袭时间有数千年之久。自周代的驛傳以来，官办驿站体系维持至1914年方才大致结束:60。
從《春秋》、《左傳》等書敘述，可知先秦時代郵件的传递方式有三種：一是「傳」，為車遞；二是「郵」，為步遞；三是「驛」，為馬遞（乘馬傳遞），綜稱「傳遞」，後因車遞費用太大，漸不使用，只剩步遞及馬遞，故改稱為「郵驛」站。官办驿站体系与郵政密切相关。有關「郵」字的始源意義，可從中國的郵驛及郵政的演變中瞭解：在中國古籍中，關於通信事務之紀載常見「傳」、「遽」二字，至於「郵」字，則語出《孟子·公孫丑》：“孔子曰德之流行速於置郵而傳命”。
驿站除用于郵件传递，亦供傳遞軍事情報的官員途中食宿、換馬。邊疆防衛軍傳遞信息，為古老海關、水師、海軍所管。驿站体系的建立，使中國成为世界上最早建立有組織的傳遞信息系統的國家之一。

## 先秦
殷墟出土的甲骨文被發現有（壴女）與（亻壴）字，據悉是跟傳遞訊息有關的文字。
周朝設烽火台，並有郵驛傳遞軍報。

## 秦、漢
秦始皇灭六国后，构建了中国历史上第一个中央集权的国家。而在秦漢時期，形成了一整套驛傳制度。特別是漢代，將所傳遞文書分出等級，不同等級的文書要由專人、專馬按規定次序、時間傳遞。收發這些文書都要登記，註明時間，以明責任。
漢朝許慎著作說文解字：「郵者，境上傳書舍也」，「郵」即是傳送命令之站，古設「驛站」及「郵亭」，可用來傳遞信息，可說是郵局的前身。但傳統的郵驛僅用來傳達政令及軍情，民間通信無法利用，「官辦民享」的國家郵政，直至1896年二月初七日（1896年3月20日）始奉准開辦民間傳遞業務；民間傳遞文書包裹貨物：鑣師、鏢局、保鑣。
位於嘉峪關火車站廣場的“驛使”雕塑，它取材於嘉峪關魏晉壁畫墓，驛使手舉簡牘文書，驛馬四足騰空，速度飛快。此磚壁畫圖於1982年被中華全國集郵聯合會第一次代表大會作為小型章郵票主題圖案使用，由此看出嘉峪關是中國信息文化的發源地之一。
漢朝每三十里置驛，由太尉執掌。

## 唐朝
唐朝郵驛設置遍於全國，分為陸驛、水驛、水陸兼辦三種，驿站设有驿舍，全国有1639个驿站，驿务人员共2万人，由兵部之駕部郎中管轄，節度使下設館驛巡官四人，各縣由縣令兼理驛事。天宝十四年十一月九日安禄山范陽起兵，两地相隔三千里，六日後即傳至京城，可見傳遞訊息之迅速。
杜牧有詩《過華清宮》為證：“長安回望繡城堆，山頂千門次第開。一騎紅塵妃子笑，無人知是荔枝來。”穿州過府，要拼命運送楊貴妃的荔枝，由驛站日行八百里。
隋唐時期，驛傳事業得到空前發展。唐代的官郵交通線以京城長安為中心，向四方輻射，直達邊境地區，大致30里設一驛站。據《大唐六典》記載，最盛時全國有1639個驛站，專門從事驛務的人員共二萬多人，其中驛兵一萬七千人。郵驛分為陸驛、水驛、水路兼併三種，各驛站設有驛舍，配有驛馬、驛驢、驛船和驛田。 
唐代對郵驛的行程也有明文規定，陸驛快馬一天走6驛即180里，再快要日行300里，最快要求日馳500里；步行人員日行50里；逆水行船時，河行40里，江行50里，其它60里；順水時一律規定100到150里。詩人岑參在《初過隴山途中呈字文判官》一詩中寫道：“一驛過一驛，驛騎如星流；平明發咸陽，幕及隴山頭”。在這裡他把驛騎比做流星。天寶十四載十一月九日，安祿山在范陽起兵叛亂。當時唐玄宗正在華清宮，兩地相隔三千里，6日之內唐玄宗就知道了這一消息，傳遞速度達到每天500里。由此可見，唐朝郵驛通信的組織和速度已經達到很高的水平。

## 宋、遼、金朝
宋朝驛卒由兵卒擔任，規模不如唐朝。沈括《夢溪筆談》說：“驛傳舊有步、馬、急遞三等，急遞最遽，日行四百里，唯軍興用之。熙寧中又有金字牌，急腳遞如古羽檄也，以朱漆木牌鑲金字，日行五百里”，南宋初年抗金將領岳飛被宋高宗以十二道金牌從前線強迫召回臨安，這類金牌就是急遞鋪傳遞的金字牌，含有十萬火急之意。 岳飛一日之內在前線接到的十二道金牌，即是朱漆金字牌。
宋代將所有的公文和書信的機構總稱為“遞”，並出現了“急遞鋪”。急遞的驛騎馬領上係有銅鈴，在道上奔馳時，白天鳴鈴，夜間舉火，撞死人不負責。鋪鋪換馬，數鋪換人，風雨無阻，晝夜兼程。
另外還有鐘鼓、煙火、鴿子、旗語、狼煙等方式傳遞信息
驛站是辽朝繁重的徭役之一，《辽史·马人望传》记载：“民所甚患者，驿递、马牛、旗鼓、乡正、厅隶、仓司之役，至破产不能给。”

## 元朝
元朝疆域空前遼闊，為維持龐大的帝國，於是強化了驛站制度，時稱站赤。馬可波羅所著《馬可波羅行記》記載：“所有通至各省之要道上，每隔二十五邁耳（mile），或三十邁耳，必有一驛。無人居之地，全無道路可通，此類驛站，亦必設立。……合全國驛站計之，備馬有三十萬匹，專門欽使之用。驛站大房有一萬餘所，皆設備妍麗，其華靡情形，使人難以筆述也”。《經世大典》記載中國境內有站赤1496處，藏區共設大驛站28處，小站約7至8處。

## 明朝
明代在全國皆建有驛站，稱為驛遞，每隔十里置铺，铺有铺长；六十里设驿，驿有驿丞。沿线每60-80里设一个驿站，全国共有驿站1936个；還設立了急递铺和遞運所，加強了物流信息。驿站还能接待出公差的官员。
洪武八年（1375年）开国功臣延安侯唐胜宗因违犯驿站条例，被革去爵位；吉安侯外出擅使马车，曾被皇帝申斥。
洪武十七年(1384年)，貴州宣慰使奢香受令建龍場九驛。日後，王陽明曾遠謫降調龍場驛站。
明中期以后吏治败坏，驿递制度弊病丛生。大小官员往来于道路，常常任意勒索夫、马。地方官吏还任意克扣驿站经费，贪污私肥，天启二年御史方震孺说：“至若驿递，夫只有此数，马只有此数，而自有东事以来，军情旁午，差官络绎，奚啻百倍于前。而欲其照旧支撑必无幸也。臣所经过，自通州次抵山海，见夫头、马户以及车户，无不泣下如雨，不忍见闻。而瘦马走死道旁者又不可胜计。”
崇祯初年，御史毛羽健上疏说：“兵部勘合有发出无缴入，士绅递相假，一纸洗补数四。差役之威如虎，小民之命如丝。”吴甡上言说：“今天下驿递之疲惫极矣。……驿递非破家荡产以供，则鬻妻卖子以应。当此民穷财尽之秋，更罹狼吞虎噬之惨。”
崇祯二年，刑科给事中刘懋建议整頓驿递。崇祯四年二月刘懋疏稱各省裁节银共计685,720余两。
崇祯八年，四川总民邓玘在湖北樊城被烧死。邓玘的兄弟邓琳为了把搜括来的财物运回老家，由王应熊向當時的兵部尚书张鳳翼题请，以扶柩回四川為由，申請乘用驿递。

## 清朝
清廷所設驛站计为1785处，京师紫禁城東華門外由兵部设皇华驿、馬館及捷報處，由車駕清吏司管理統轄。皇华驿将各省的奏折转送到捷报处，再由捷報處分送各部院衙门；各部院發出密件或驛遞公文，捷報處转递给皇驿发送全国各地。軍機處成立後，收發緊急或密封奏摺、上諭，皆由兵部捷報處收發、登記、查驗、包裝。啟動驛遞時須由兵部或地方的督、撫、將軍開出「火票」，按火票記明的地點、時限、收發單位逐個驛站核對登記。一般由馳驛遞送的公文日行三百里，緊要公文則「視事之緩急，或馬上飛遞，或四百里，或五百里，或六百里，或六百里加緊，皆於封函上註明」，史上初次正式出現「數百里加緊」、「數百里加急」之名稱。
1870年代，清廷開始設立郵驛遞送機構。1878年，时任海关总税务司的赫德提议设立官方的近代邮政局。当年，时任北洋通商大臣的李鸿章决定于上海、北京、天津、烟台和牛庄（今营口）五处试办邮政业务，并且委托赫德的总税务司进行管理。赫德參照英國及歐洲郵政制度建立海關郵政，並于1878年7月24日至8月1日间發行中國的第一套近代郵票以作為已經收費之證明。這套郵票由上海邊防海關造冊處印製，以龍為圖案，一套3枚，郵票圖案正中繪一條五爪金龍，襯以雲彩水浪，郵票的顏色和面值不同，面值用銀兩計算：一分銀(綠色，寄印刷品郵資)、三分銀(紅色.寄普通信函郵資).五分銀(桔黃色,寄掛號郵資).這是中國首次發行的郵票，稱爲“海關第一次雲龍郵票”，集郵界習慣稱為海關大龍，俗稱大龍郵票。翌年，五处邮政办事处以“海关拨驷达书信馆”的名称开始营业，1880年改“海关拔驷达局”。1885年發行“海關第二次雲龍郵票”。
其後，清廷臺灣建省首任巡撫劉銘傳，參考海關郵遞作業模式，1888年於臺北城創立中國第一個以“郵政總局”為名的郵政機構——「臺灣郵政總局」及其各分支局處，為近代郵局名稱之始，且早於內陸1896年設立的「大清帝國郵政官局」。
在交由海关部门试办邮政业务十四年以后，1896年3月20日光緒帝根據總理衙門「興辦郵政」的奏摺，批准正式開辦「大清郵政」官局。光绪二十三年一月十九日（1897年2月20日），正式成立“大清邮政总局”。1897年，原海关拔驷达局改隶大清郵政；江海关拨驷达局正式更名为“上海大清邮政局”，1899年改“上海邮政总局”。天津海关拔驷达局改“天津大清邮政局”，简称「大清郵政津局」。

## 结束
1906年，清廷新设郵傳部。郵傳部下隶大清郵政總局；從此，郵政業務正式脫離海關，實現獨立營運。之後，清廷逐漸改驛置郵，將各地的邊防驛館、海關驛站，逐步以郵局代替，另外成立專責運送公文電報傳遞官方文書及資料、軍情傳遞。
宣统三年（1911年）四月之前，邮传部在江西试办裁撤驿站。当年闰六月二十九日，邮传部奏定于七月一日为接管驿站之期。但由于与原主管驿站的陆军部的矛盾等因素。至1912年清帝退位，邮传部仍未能完成裁撤驿站工作。当代研究者指出，虽未完成裁撤，但邮传部为下任政府的全面裁撤做了“政策准备”:60。
1912年5月，中華民國交通部宣告裁撤全部驿站。同年，直隶、山东、江苏、浙江、福建、安徽、湖北、陕西、云南及东三省等省裁撤。1913年，广东、山西、河南、甘肃、四川、新疆等省裁撤。1914年，江西、广西裁撤。至此，“全国驿站遂尽裁撤，只有外蒙、西藏、青海少数地方尚存遗制”:60。